# Altiani
 Altiani  là một xã ở tỉnh Haute-Corse trên đảo Corse, Pháp. Xã này có diện tích 18,29 km², dân số năm 1999 là 05 người. Khu vực này có độ cao 618 mét trên mực nước biển.

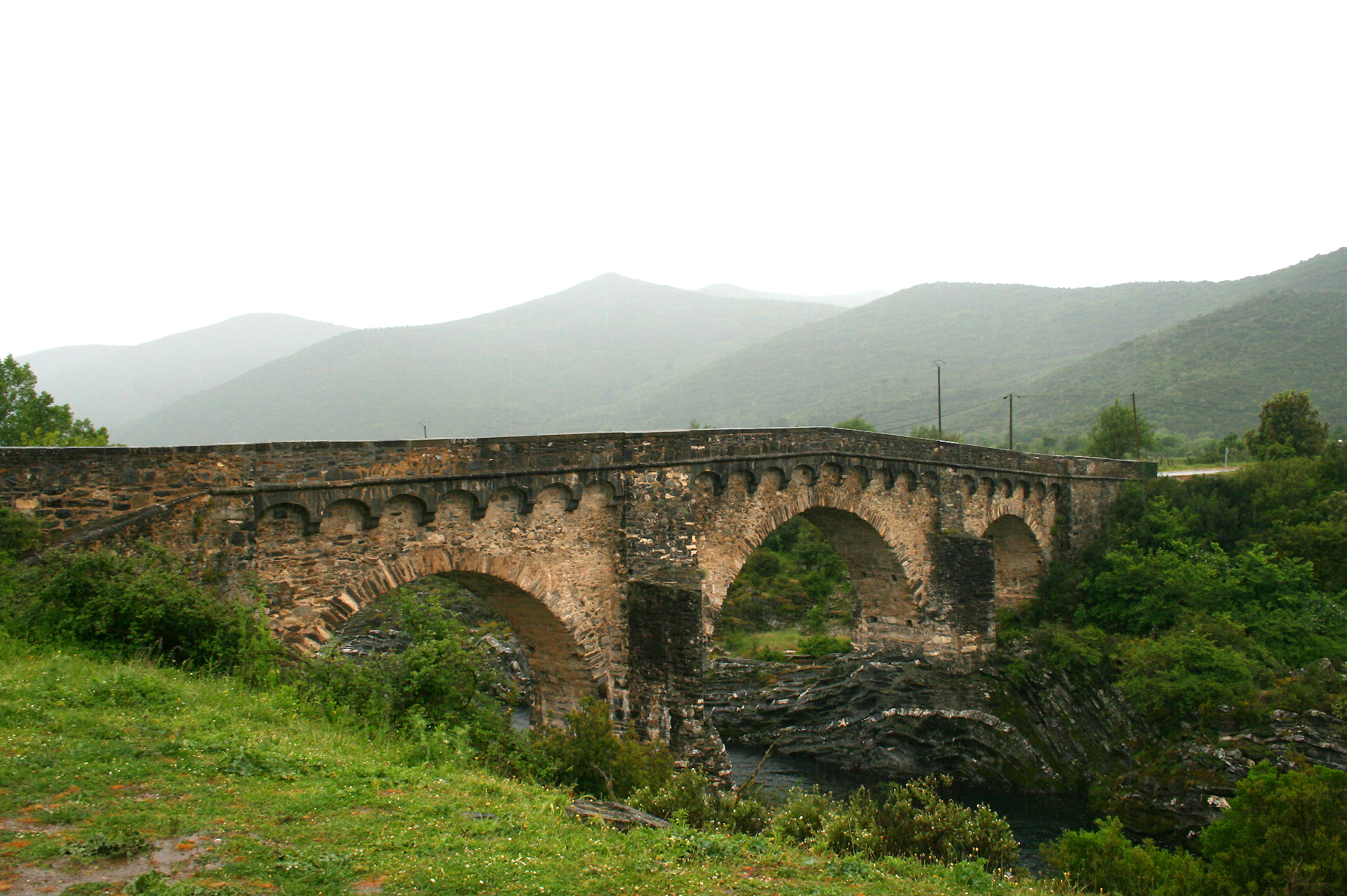
Genovese bridge (XIVth century).